# Park Tae-hwan
Dans ce nom, le nom de famille précède le nom personnel.
Park Tae-hwan, né le 27 septembre 1989 à Séoul, est un nageur sud-coréen. Il a commencé la natation à l'âge de 5 ans et les compétitions juniors deux ans plus tard. Diplômé de l'université Dankook  en février 2012 en éducation physique.

## Biographie
Aux Jeux olympiques de 2004 à Athènes (Grèce), il est disqualifié du 400 m nage libre.

### 2006-2007
Lors des Jeux asiatiques de 2006 à Doha (Qatar), il remporte 7 médailles dont 3 titres. Il décroche l’or sur le 200, le 400 et le 1 500 m nage libre en établissant deux nouveaux records d'Asie (1:47.12 sur le 200 m et 14:55.03 sur le 1 500 m). Il est aussi médaillé de bronze sur le 100 m nage libre derrière le Chinois Chen Zuo. Avec le relais coréen, il est médaillé de bronze sur le 4 × 100, 4 ×  200 m nage libre et sur le 4 × 100 m 4 nages. Au vu de ses résultats, il fut nommé Sportif de ces Jeux.
Quelques mois plus tard, il est double médaille d'or sur le 400 m et le 1 500 m nage libre aux Championnats pan-pacifiques à Victoria (Canada). Il décroche aussi la médaille d'argent sur le 800 m nage libre derrière l'Américain Klete Keller.
Il participe à ses premiers Mondiaux à Melbourne (Australie), il remporte l'or sur le 400 m nage libre ainsi que le bronze sur le 200 m nage à plus de 3 secondes du premier, Michael Phelps.

### 2008: les Jeux de Pékin
Après avoir intégré l'équipe nationale de Corée en février 2008 en vue des Jeux, il se qualifie pour le 200, le 400 et le 1 500 m nage libre. Pour commencer, il décroche l'or sur le 400 m nage libre en battant le record d'Asie en 3:41.86 avant de prendre la seconde place du 200 m nage libre derrière Michael Phelps en établissant, là encore, le nouveau record d'Asie en 1:44.85. Le dernier jour, il finit 16e des séries du 1 500 m nage libre.

### 2009
Après ses succès aux Jeux olympiques, Park Tae-Hwan surprend tout le monde en ratant complètement ses Mondiaux de Rome (Italie). En effet, il finit 13e du 200 m, 12e du 400 m et 9e du 1500 nage libre.

### 2010-2011
Aux Jeux asiatiques à Guangzhou (Chine) en 2010, Park Tae-Hwan reprend du poil de la bête. Il est triple médaillé d'or, double médaillé d'argent et de bronze. Il décroche l'or sur le 100 m, le 200 m (avec le record d'Asie en 1:44.80) et le 400 m nage libre. Il est argenté sur le 1 500 m nage libre derrière le Chinois Sun Yang ainsi que sur le relais 4 × 10 m 4 nages. Ses deux médailles de bronze lui viennent des deux autres relais, le 4 × 100 et le 4 × 200 m nage libre.
Aux Mondiaux de Shanghai (Chine), il décroche l'or sur le 400 m nage libre mais finit seulement 4e du 200 m nage libre.

### 2012: les Jeux de Londres
Aux Jeux de Londres (Royaume-Uni), il décroche deux médailles d'argent. La première sur le 200 m nage libre ex aequo avec le Chinois Sun Yang derrière le Français Yannick Agnel puis sur le 400 m nage libre derrière Sun Yang. Lors du 1 500 m nage libre, il arrive 4e en battant le record de Corée en 14 min 50 s 61.
Le 4 octobre 2012, il est parti pour 4 semaines à l'armée bien qu'il ait été dispensé des deux ans obligatoires en Corée du Sud.

## Palmarès

### Jeux olympiques
- Jeux olympiques 2008 à Pékin (Chine) :
  -  Médaille d'or du 400 m nage libre.
  -  Médaille d'argent du 200 m nage libre.

- Jeux olympiques 2012 à Londres (Royaume-Uni) :
  -  Médaille d'argent du 200 m nage libre.
  -  Médaille d'argent du 400 m nage libre.

### Championnats du monde
- Championnats du monde 2007 à Melbourne (Australie) :
  -  Médaille d'or du 400 m nage libre.
  -  Médaille de bronze du 200 m nage libre.

- Championnats du monde 2011 à Shanghai (Chine) :
  -  Médaille d'or du 400 m nage libre.

- Championnats du monde en petit bassin 2016 à Windsor (Canada) :
  -  Médaille d'or du 200 m nage libre.
  -  Médaille d'or du 400 m nage libre.
  -  Médaille d'or du 1 500 m nage libre.

### Jeux Asiatiques
- Jeux Asiatique 2006 à Doha (Qatar) :
  -  Médaille d'or du 200 m nage libre.
  -  Médaille d'or du 400 m nage libre.
  -  Médaille d'or du 1 500 m nage libre.
  -  Médaille d'argent du 100 m nage libre.
  -  Médaille de bronze avec le relais 4 × 100 m nage libre
  -  Médaille de bronze avec le relais 4 × 200 m nage libre
  -  Médaille de bronze avec le relais 4 × 100 m 4 nages

### Records personnels
Ce tableau liste les records personnels de Park Tae Hwan au 3 septembre 2010.
| Épreuve            | Temps          | Compétition                   | Lieu                 | Date         |
| 200 m nage libre   | 1 min 44 s 85  | Jeux olympiques d'été de 2008 | Pékin, Chine         | 12 août 2008 |
| 400 m nage libre   | 3 min 41 s 86  | Jeux olympiques d'été de 2008 | Pékin, Chine         | 10 août 2008 |
| 800 m nage libre   | 7 min 53 s 04  | Jeux olympiques d'été de 2008 | Pékin, Chine         | 17 août 2008 |
| 1 500 m nage libre | 14 min 50 s 61 | Jeux olympiques d'été de 2012 | Londres, Royaume-Uni | 4 août 2012  |